# Косой, Леонид Финеасович
Леонид Финеасович Косой (1921 год, Кременчуг, Кременчугская губерния, Украинская ССР — ?) — инженер-металлург, лауреат Ленинской премии.
Участник войны. В 1948 г. окончил Московский институт стали.
В 1948—1954 работал на Златоустовском металлургическом заводе, в 1954—1957 — на московском заводе «Станколит».
С 1957 года — старший научный сотрудник ЦНИИ чёрной металлургии им. Бардина.
Последняя публикация — 1983 года.

## Сочинения
- Выплавка легированной стали в конвекторах / Л. Ф. Косой, В. А. Синельников. — Москва: Металлургия, 1979. — 176 с. — 2200 экз.
- Рафинирование стали в ковше жидким синтетическим шлаком. М., 1961. — 112 с. — 3150 экз. Авт.: С. Г. Воинов, А. Г. Шалимов, Л. Ф. Косой, Е. С. Калинников.
- Рафинирование металлов синтетическими шлаками/ Воинов С. Г., Шалимов А. Г., Косой Л. Ф. — М.: Металлургия, 1964. — 277 с.

## Награды
- Ленинская премия 1966 года — за разработку и внедрение технологии производства высококачественной стали различного назначения с обработкой в ковше жидкими синтетическими шлаками.
- Орден Отечественной войны II степени (1985).